# Saint-Claude (Gwadelupa)
Saint-Claude – miasto na Gwadelupie (departament zamorski Francji). Według danych szacunkowych na rok 2008 liczy 9 558 mieszkańców.